# Momento meccanico

Momento meccanico e momento angolare.

Il momento meccanico, o momento della forza, indicato con {\displaystyle \mathbf {M} } o, in ambito anglosassone, con {\displaystyle {\boldsymbol {\tau }}} (dall'inglese torque), esprime l'attitudine di una forza a imprimere una rotazione a un corpo rigido attorno a un asse quando questa non è applicata al suo centro di massa, altrimenti si avrebbe moto traslatorio. Costituisce quindi il momento della forza.
Il momento meccanico è uno pseudovettore, non uno scalare come l'energia o il lavoro. Per questo motivo l'unità di misura del momento meccanico nel SI è N·m (newton metro), non il joule, anche se le due unità hanno le stesse dimensioni fisiche.
L'analisi dei momenti meccanici determina la condizione di equilibrio dei corpi estesi e serve allo studio dei moti rotazionali, infatti compaiono nella seconda equazione di Eulero.

## Definizione

Il momento meccanico M rispetto al polo O

Il momento meccanico rispetto a un determinato punto {\displaystyle O}, detto polo o centro di rotazione, è definito in meccanica newtoniana come il prodotto vettoriale tra il vettore posizione, rispetto al polo stesso, e la forza:
{\displaystyle \mathbf {\vec {M_{O}}} :=\mathbf {\vec {r}} \times \mathbf {\vec {F}} }
Il modulo di {\displaystyle \mathbf {M} } è quindi definito da
{\displaystyle |\mathbf {M} _{O}|=|\mathbf {r} |\cdot |\mathbf {F} |\sin \vartheta =\mathbf {F} \cdot \mathbf {b} }
Il vettore {\displaystyle \mathbf {\vec {M_{O}}} } è perpendicolare al piano definito da {\displaystyle \mathbf {\vec {F}} } e da {\displaystyle \mathbf {\vec {r}} } e il verso, come espresso dalla regola della mano destra, è quello di un osservatore che vede  {\displaystyle \mathbf {\vec {F}} } , applicata in O, ruotare in senso antiorario per sovrapporsi a {\displaystyle \mathbf {\vec {r}} } . La grandezza {\displaystyle \mathbf {r} \sin \vartheta }, distanza dell'asse di rotazione dalla retta su cui giace {\displaystyle \mathbf {\vec {F}} }, è detta braccio {\displaystyle \mathbf {b} } della forza {\displaystyle \mathbf {\vec {F}} }.
Se {\displaystyle \mathbf {F} } e {\displaystyle \mathbf {r} } sono ortogonali tra loro il braccio è esattamente pari al modulo di {\displaystyle \mathbf {r} } e il modulo del momento è massimo (vedi leva). Il momento può essere nullo se la forza o il braccio sono nulli, oppure se {\displaystyle \mathbf {F} } è parallela a {\displaystyle \mathbf {r} }.
Se il sistema è composto di più componenti puntiformi il momento meccanico totale è la somma dei singoli momenti meccanici, ognuno dovuto alla forza sul singolo componente e al relativo braccio:
{\displaystyle \mathbf {M} =\sum _{i}m_{i}\mathbf {r} _{i}\times {\hat {\mathbf {n} }}_{i}=\sum _{i}\mathbf {r} _{i}\times \mathbf {F} _{i}}
Nei sistemi continui si estende in modo naturale la definizione introducendo la densità {\displaystyle \rho } e il campo di accelerazioni {\displaystyle \mathbf {a} (\mathbf {r} )}:
{\displaystyle \mathbf {M} =\int \rho (\mathbf {r} )\mathbf {r} \times \mathbf {a} (\mathbf {r} )\,\mathrm {d} V}

### Momento meccanico assiale
Si definisce momento meccanico assiale di una forza rispetto ad un particolare asse {\displaystyle {\hat {z}}} , passante per un punto {\displaystyle O}, la componente  del momento polare (totale), rispetto al polo {\displaystyle O}, ortogonale al suddetto asse {\displaystyle {\hat {z}}}, detto anche asse centrale:
{\displaystyle \mathbf {M} _{\hat {z}}:=[(\mathbf {r} \times \mathbf {F} )\cdot {\hat {\mathbf {z} }}]{\hat {\mathbf {n} }}}
dove {\displaystyle {\hat {\mathbf {n} }}} è un versore, vettore di lunghezza unitaria, che identifica l'asse. Il modulo sarà:
{\displaystyle M_{\hat {n}}=|\mathbf {M} _{O}|\cdot \cos \varphi =|\mathbf {r} |\cdot |\mathbf {F} |\sin \vartheta \cos \varphi =(\mathbf {F} \cdot \mathbf {b} )\cos \varphi }
dove {\displaystyle \varphi } è l'angolo formato dal vettore momento polare {\displaystyle \mathbf {M} _{O}} con l'asse {\displaystyle {\hat {n}}}. In pratica è la proiezione ortogonale del momento polare sull'asse {\displaystyle {\hat {n}}}. Per questo il momento assiale è nullo se l'angolo {\displaystyle \varphi =\pi /2} e massimo quando l'asse {\displaystyle {\hat {z}}} coincide con l'asse di {\displaystyle \mathbf {M} _{O}}; in tal caso infatti: {\displaystyle \varphi =0}.
In pratica il momento assiale di una forza F rispetto ad un prefissato asse di rotazione {\displaystyle {\hat {z}}},  passante per un polo O, è equivalente al prodotto vettoriale fra il vettore r -distanza fra l'asse {\displaystyle {\hat {z}}} ed il punto di applicazione della forza -  e la componente vettoriale di F, che determina con il vettore r,  un piano perpendicolare all’asse di rotazione prescelto.

## Teorema di Varignon
Il teorema di Varignon afferma che il momento risultante dalla somma dei momenti meccanici applicati in uno stesso punto,  o equivalentemente la somma dei momenti assiali posti alla stessa distanza da un asse di riferimento, corrisponde al momento meccanico della risultante:
{\displaystyle \mathbf {M} =\sum _{i=1}^{n}\mathbf {M} _{i}=\sum _{i=1}^{n}(\mathbf {r} \times \mathbf {F} _{i})=\mathbf {r} \times \sum _{i=1}^{n}\mathbf {F} _{i}=\mathbf {r} \times \mathbf {F} }
Ciò risulta di particolare utilità nelle equazioni di Eulero.

## Legame con il momento angolare
Derivando rispetto al tempo il momento angolare {\displaystyle \mathbf {L} } rispetto a un polo {\displaystyle O} di un sistema di {\displaystyle n} punti materiali si ottiene:
{\displaystyle {\frac {\mathrm {d} \mathbf {L} }{\mathrm {d} t}}=\sum _{i=1}^{n}{\frac {\mathrm {d} \mathbf {r} _{i}}{\mathrm {d} t}}\times \mathbf {p} _{i}-{\frac {\mathrm {d} \mathbf {r} _{O}}{\mathrm {d} t}}\times \mathbf {p} _{i}+(\mathbf {r} _{i}-\mathbf {r} _{O})\times {\frac {\mathrm {d} \mathbf {p} _{i}}{\mathrm {d} t}}}
dove {\displaystyle \mathbf {p} } è la quantità di moto, e {\displaystyle \mathbf {v} } è la velocità del punto di applicazione, ma poiché:
{\displaystyle {\frac {\mathrm {d} \mathbf {r} _{i}}{\mathrm {d} t}}\times \mathbf {p} _{i}=\mathbf {v} _{i}\times m\mathbf {v} _{i}=0\quad \forall i}
segue che:
{\displaystyle {\frac {\mathrm {d} \mathbf {L} }{\mathrm {d} t}}=\sum _{i=1}^{n}(\mathbf {r} _{i}-\mathbf {r} _{O})\times {\frac {\mathrm {d} \mathbf {p} _{i}}{\mathrm {d} t}}-{\frac {\mathrm {d} \mathbf {r} _{O}}{\mathrm {d} t}}\times \mathbf {p} _{i}=\mathbf {M} -\mathbf {v} _{O}\times \mathbf {p} }
Nel caso in cui il polo {\displaystyle O} sia immobile il momento meccanico è pari alla variazione del momento angolare attorno allo stesso centro o asse del primo:
{\displaystyle {\frac {\mathrm {d} \mathbf {L} }{\mathrm {d} t}}=\mathbf {M} }

## Legame con il moto rotatorio
Prendendo la relazione dimostrata nel precedente paragrafo, nel caso di un corpo rigido rotante, si può osservare che {\displaystyle \mathbf {v} _{O}} rappresenta la velocità tangenziale del corpo rotante, pertanto si ha che:
{\displaystyle {\frac {\mathrm {d} \mathbf {L} }{\mathrm {d} t}}=\mathbf {M} -\mathbf {v} _{O}\times \mathbf {p} =\mathbf {M} -{\boldsymbol {\omega }}\times \mathbf {r} \times \mathbf {p} =\mathbf {M} -{\boldsymbol {\omega }}\times \mathbf {L} }
in questo caso il momento angolare è correlato al moto rotatorio. Infatti il momento angolare risulta proporzionale rispetto alla velocità angolare {\displaystyle {\boldsymbol {\omega }}} attraverso il tensore d'inerzia {\displaystyle {\underline {\underline {\mathbf {I} }}}}:
{\displaystyle \mathbf {L} ={\underline {\underline {\mathbf {I} }}}\cdot {\boldsymbol {\omega }}}
Sostituendo si ottiene:
{\displaystyle {\frac {\mathrm {d} \left({\underline {\underline {\mathbf {I} }}}\cdot {\boldsymbol {\omega }}\right)}{\mathrm {d} t}}=\mathbf {M} -{\boldsymbol {\omega }}\times \left({\underline {\underline {\mathbf {I} }}}\cdot {\boldsymbol {\omega }}\right)\iff \mathbf {M} ={\cancel {\frac {\mathrm {d} {\underline {\underline {\mathbf {I} }}}}{\mathrm {d} t}}}\cdot {\boldsymbol {\omega }}+{\underline {\underline {\mathbf {I} }}}\cdot {\frac {\mathrm {d} {\boldsymbol {\omega }}}{\mathrm {d} t}}+{\boldsymbol {\omega }}\times \left({\underline {\underline {\mathbf {I} }}}\cdot {\boldsymbol {\omega }}\right)={\underline {\underline {\mathbf {I} }}}\cdot {\boldsymbol {\alpha }}+{\boldsymbol {\omega }}\times \left({\underline {\underline {\mathbf {I} }}}\cdot {\boldsymbol {\omega }}\right)}
dove {\displaystyle {\boldsymbol {\alpha }}} è l'accelerazione angolare. Il momento angolare risulta proporzionale anche rispetto alla velocità areolare {\displaystyle {\dot {\mathbf {A} }}} attraverso la massa {\displaystyle m}:
{\displaystyle \mathbf {L} =2m{\dot {\mathbf {A} }}}
Sostituendo si ottiene:
{\displaystyle {\frac {\mathrm {d} \left(2m{\dot {\mathbf {A} }}\right)}{\mathrm {d} t}}=\mathbf {M} -{\boldsymbol {\omega }}\times \left(2m{\dot {\mathbf {A} }}\right)\iff \mathbf {M} =2{\cancel {\frac {\mathrm {d} m}{\mathrm {d} t}}}{\dot {\mathbf {A} }}+2m{\ddot {\mathbf {A} }}+{\boldsymbol {\omega }}\times 2m{\dot {\mathbf {A} }}=2m({\ddot {\mathbf {A} }}+{\boldsymbol {\omega }}\times {\dot {\mathbf {A} }})}
dove {\displaystyle {\ddot {\mathbf {A} }}} è l'accelerazione areolare.
L'equazione che lega il momento meccanico con la velocità angolare può essere riscritta attraverso la relazione di Poisson; infatti, il vettoriale del prodotto triplo può essere convertito in prodotto ordinario servendosi della matrice antisimmetrica della velocità angolare, definita da:
{\displaystyle {\underline {\underline {\boldsymbol {\Omega }}}}={\begin{bmatrix}0&-\omega _{z}&\omega _{y}\\\omega _{z}&0&-\omega _{x}\\-\omega _{y}&\omega _{x}&0\end{bmatrix}}}
Risulta quindi che:
{\displaystyle \mathbf {M} ={\underline {\underline {\mathbf {I} }}}\cdot {\boldsymbol {\alpha }}+{\underline {\underline {\boldsymbol {\Omega }}}}\cdot {\underline {\underline {\mathbf {I} }}}\cdot {\boldsymbol {\omega }}}
Si nota allora che il momento meccanico ha in generale due componenti, una a velocità angolare nulla, l'altra ad accelerazione angolare nulla:
{\displaystyle \left.{\begin{aligned}&\mathbf {M} |_{\omega =0}={\underline {\underline {\mathbf {I} }}}\cdot {\boldsymbol {\alpha }}\\&\mathbf {M} |_{\alpha =0}={\underline {\underline {\boldsymbol {\Omega }}}}\cdot {\underline {\underline {\mathbf {I} }}}\cdot {\boldsymbol {\omega }}\\\end{aligned}}\right\}\implies \mathbf {M} =\mathbf {M} |_{\omega =0}+\mathbf {M} |_{\alpha =0}}
Come esempio notevole si consideri un corpo è vincolato a un asse fisso baricentrico in un riferimento in cui è inclinato come l'asse {\displaystyle {\hat {z}}}, come per esempio una manovella:
{\displaystyle {\boldsymbol {\omega }}={\begin{bmatrix}0\\0\\\omega \end{bmatrix}}}
{\displaystyle \mathbf {M} } risulta in generale:
{\displaystyle \mathbf {M} ={\begin{bmatrix}I_{xx}&-I_{xy}&-I_{xz}\\-I_{xy}&I_{yy}&-I_{yz}\\-I_{xz}&-I_{yz}&I_{zz}\end{bmatrix}}\cdot {\begin{bmatrix}0\\0\\{\dot {\omega }}\end{bmatrix}}+{\begin{bmatrix}0&-\omega &0\\\omega &0&0\\0&0&0\end{bmatrix}}\cdot {\begin{bmatrix}I_{xx}&-I_{xy}&-I_{xz}\\-I_{xy}&I_{yy}&-I_{yz}\\-I_{xz}&-I_{yz}&I_{zz}\end{bmatrix}}\cdot {\begin{bmatrix}0\\0\\\omega \end{bmatrix}}={\begin{bmatrix}-I_{xz}{\dot {\omega }}+I_{yz}\omega ^{2}\\-I_{yz}{\dot {\omega }}-I_{xz}\omega ^{2}\\I_{zz}{\dot {\omega }}\end{bmatrix}}}

## Momento di tensione
In meccanica dei solidi un momento meccanico si traduce in una tensione a seconda che esso sia flettente, ovvero orientato parallelamente alla sezione, o torcente, se orientato perpendicolarmente alla sezione.
In una struttura planare su cui agiscano solo forze complanari ci sono solo momenti flettenti.

## Lavoro ed energia potenziale rotazionale

### Lavoro rotazionale
Il lavoro rotazionale compiuto dal momento meccanico risulta essere:
{\displaystyle W=\int _{r_{1}}^{r_{2}}\mathbf {F} \cdot \mathrm {d} \mathbf {r} =\int _{r_{1}}^{r_{2}}\mathbf {F} \cdot (\mathrm {d} {\boldsymbol {\theta }}\times \mathbf {r} )=\int _{\theta _{1}}^{\theta _{2}}(\mathbf {r} \times \mathbf {F} )\cdot \mathrm {d} {\boldsymbol {\theta }}=\int _{\theta _{1}}^{\theta _{2}}\mathbf {M} \cdot \mathrm {d} {\boldsymbol {\theta }},}
Come nel caso traslazionale è possibile quindi per un momento compiere anche lavoro negativo, se si oppone allo spostamento angolare reale, o nullo, nel caso sia normale allo spostamento angolare reale. Si notano qui le analogie con il lavoro traslazionale, che permettono l'unificazione lagrangiana di forza generalizzata.

### Energia potenziale rotazionale
Un momento meccanico, analogamente a una forza, può essere conservativo e ammettere quindi un'energia potenziale in base al lemma di Poincaré:
{\displaystyle \nabla _{\theta }\times \mathbf {M} =0\implies \mathbf {M} =\nabla _{\theta }U,} dove {\displaystyle \nabla _{\theta }=\left({\frac {\partial }{\partial \theta }},{\frac {\partial }{\partial \phi }},{\frac {\partial }{\partial \psi }}\right)}
In tale caso essa risulta per un sistema a un grado di libertà angolare:
{\displaystyle U(\theta )=-\int _{\theta _{0}}^{\theta }M(\alpha )\,\mathrm {d} \alpha +U(\theta _{0}),}
Il valore dell'energia potenziale in {\displaystyle \theta _{0}} è definito arbitrariamente dal punto di vista matematico; si impone solitamente una condizione al contorno di Dirichlet, a cui non è applicabile la condizione di località dato che in generale l'energia potenziale rotazionale risulta sempre periodica nelle sue variabili angolari con periodo massimo {\displaystyle 2\pi }.
Infine nel caso più generale con i tre gradi di libertà rotazionali:
{\displaystyle U(\theta ,\phi ,\psi )=-\int _{0}^{\theta }\mathbf {M} (\tau ,0,0)\cdot \mathbf {e} _{1}\,\mathrm {d} \tau -\int _{0}^{\phi }\mathbf {M} (\theta ,\tau ,0)\cdot \mathbf {e} _{2}\,\mathrm {d} \tau -\int _{0}^{\psi }\mathbf {M} (\theta ,\phi ,\tau )\cdot \mathbf {e} _{3}\,\mathrm {d} \tau +C}

## Potenza rotazionale
Nel caso in cui il polo {\displaystyle O} sia immobile la potenza rotazionale posseduta dal momento meccanico risulta essere:
{\displaystyle P={\frac {\mathrm {d} W}{\mathrm {dt} }}=\mathbf {M} \cdot {\frac {\mathrm {d} {\boldsymbol {\theta }}}{\mathrm {dt} }}=\mathbf {M} \cdot {\boldsymbol {\omega }}}
dove {\displaystyle {\boldsymbol {\omega }}} è la velocità angolare del punto.

### Coppia di forze

Il momento meccanico puro causato dalla coppia di forze e causa una variazione del momento angolare nella direzione 55. Questo induce nella cima una precessione.

Un problema molto comune è misurare la forza che viene esplicata da qualcosa che gira. Il modo più naturale è fissare una sbarra al rotore e misurare la forza che questa esercita ortogonalmente a una certa distanza dal fulcro. Si potrebbe a questo punto definire, per convenzione, la "forza di un rotore" come quella misurata alla distanza, per esempio, di un metro dal fulcro. In tal modo sarebbe possibile confrontare le forze di rotori diversi.
Per le leggi che regolano le leve, il modulo del prodotto vettoriale fra la forza e la distanza dal fulcro, detta braccio della forza, è una costante. Se si misura la forza esercitata ortogonalmente alla sbarra alla distanza di mezzo metro si trova che essa è pari al doppio di quella misurata a un metro; a 10 cm è dieci volte più grande; a due metri è la metà e così via. È quindi, in sintesi, rilevante per un corpo rigido solo il prodotto: braccio × forza, e non i singoli valori delle due componenti.
La coppia è spesso usata nell'industria meccanica per quantificare la potenza generata da un motore secondo la formula:
{\displaystyle P=\mathbf {T} \cdot {\boldsymbol {\omega }}}
dove:
- {\displaystyle P} è la potenza del motore espressa in W (watt) al numero di giri desiderato
- {\displaystyle \mathbf {T} } è la coppia generata espressa in N·m (newton × metri)
- {\displaystyle {\boldsymbol {\omega }}} è la velocità angolare espressa in radianti al secondo a cui si riferisce la potenza {\displaystyle P}, dove {\displaystyle \omega =2\pi f}, con {\displaystyle f} frequenza di rotazione, misurata in giri al secondo

Per misurare la coppia viene utilizzato un estensimetro a ponte intero.